# Rena Vahlefeld
Rena Vahlefeld (* 23. November 1938 in Berlin; † 22. Januar 2019) war eine deutsche Politikerin der CDU und Mitglied der Hamburgischen Bürgerschaft.

## Leben und Politik
Rena Vahlefeld war Übersetzerin und Hausfrau. Sie lebte vor ihrer Zeit als Parlamentarierin für ein Jahrzehnt im Ausland (Asien und USA). Sie war verheiratet und hatte zwei Kinder.
Sie trat 1972 in die CDU ein und war Deputierte in der Schulbehörde und später in der Kulturbehörde. Sie war von 1978 bis 1982 in der Bezirksversammlung Hamburg-Altona. Von Januar bis zu ihrem Rücktritt im November 1993 war sie Ortsvorsitzende der CDU Hamburg-Rissen.
Von 1986 bis 1987 (12. Wahlperiode), 1991 bis 1993 (14. Wahlperiode) und als Nachrückerin ab 19. April 1995 bis 2001 (15. und 16. Wahlperiode) war sie Mitglied der Hamburgischen Bürgerschaft. Dort war sie für ihre Fraktion unter anderem im  Ausschuss für die Situation und die Rechte der Ausländer, im Eingabenausschuss und im Kulturausschuss.
Vahlefeld machte aufgrund von parteiinterner Kritik in den Medien von sich reden. Im Jahr 2000 erläuterte sie Journalisten ihre Meinung über den Spendenskandal um Helmut Kohl. Nach ihrer Meinung habe Kohl Gemeinnutz gepredigt, Eigennutz gefördert und die Parteibasis missbraucht. Im März 2003 trat sie aus Protest gegen die Kultursenatorin Dana Horáková aus der CDU aus. Sie warf der Senatorin vor, dass durch sie in kürzester Zeit die Kultur beschädigt worden wäre, „wie in den letzten 15 Jahren nicht mehr“.

## Weitere Ämter
Sie engagierte sich außerhalb des Parlaments unter anderem im Aufsichtsrat des Ernst-Deutsch-Theaters und im Vorstand der Hamburger Symphoniker.